# Руа, Жан де
Жан де Руа, он же Жан де Труа, или Трой (фр. Jean de Roye, Jean de Troyes; около 1425 — около 1495) — французский хронист и правовед, парижский нотариус, историограф короля Людовика XI, предполагаемый автор «Скандальной хроники» (фр. Chronique scandaleuse).

## Биография
Родился около 1425 года в семье зажиточных парижских буржуа, представители которой издавна занимали должности в городском управлении. В документах XIII века упоминаются два советника парижского парламента по имени Жан де Труа, а в 1411 году их полный тёзка являлся капитаном Консьержери и членом суда эшевенов. Некий Жан де Труа упоминается в списках членов парламента под 15 декабря 1436 года, он же, возможно, в 1454 году был прокурором в Шатле. Твёрдых оснований отождествлять его с автором «Скандальной хроники» нет.
Установлено лишь, что последний с 1456 по 1488 год служил секретарём у герцога Жана II де Бурбона, а в 1465 году, по окончании войны Лиги Общественного блага, стал одним из шестидесяти нотариусов парижского Шатле, занимая также пост консьержа столичной королевской резиденции Отель дю Пети-Бурбон (фр. Hôtel de Bourbon). Сохранились подписанные им документы, датированные 30 марта 1462 года, 1463-м и 9 августа 1466 года.
Весной 1469 года, вместе со своим коллегой Анри ле Вастом, он входил в состав комиссии, составлявшей опись имущества, конфискованного у опального кардинала Ле Балю. С 1470 по 1474 год являлся также прево парижских купцов. В конце 1480-х годов, вероятно, оставил дела, занявшись составлением своей хроники.
В конце 1495-го или в начале 1496 года его должность в Шатле получил некий Амбруаз де Вилье, жену которого звали Перретт де Руа, на основании чего можно полагать, что его тесть или родственник к тому времени уже скончался.

## Хроника
Вероятный автор, или один из составителей «Скандальной хроники» (фр. Chronique scandaleuse), называемой также «злоречивой» (фр. médisante), полное наименование которой звучит как «История Людовика XI, короля Франции, вкупе с достопамятными событиями, произошедшими за время его правления с 1460 по 1483 год, иначе именуемая Скандальной хроникой, написанная судейским из парижского Шатле» (фр. Histoire de Louys Unziesme, roy de France, et les choses memorables advenues de son regne, depuis l'an 1460 jusques a 1483, autrement dicte la Chronique scandaleuse escrite par un greffier de l'Hostel de Ville de Paris).
По своему характеру эта составленная в начале 1480-х годов на среднефранцузском языке хроника является скорее собранием различных историй и анекдотов, относящихся к эпохе Людовика XI, нежели связным историческим сочинением, последовательно излагающим факты. Обращает на себя внимание явное игнорирование её автором как чисто местных, так и автобиографических сведений, что отличает её как от современных ей городских хроник, так и мемуаров вроде труда де Коммина, сообщения которого она, тем не менее, существенно дополняет. Помимо этого, заметно, что автор хроники уделяет немного внимания личности самого короля, сосредотачиваясь на описании политических событий, войн, заговоров и придворных интриг. Наиболее информативными в «Скандальной хронике» являются разделы за 1463—1479 годы, что, вероятно, объясняется наличием доступных автору источников, среди которых, помимо «Сокращения хроник» королевского историографа Жана де Кастеля (около 1475 г.) и впервые изданных в 1476 году в Париже «Больших французских хроник», несомненно, были официальные письма и документы, составлявшиеся, переписывавшиеся или заверявшиеся в Шатле.
Известный французский историк и археолог Жюль Этьен Кишра, посвятивший хронике свою докторскую диссертацию, отмечает оригинальность её свидетельств о таких событиях, как приход к власти Людовика XI (1461), смерть папы Пия II и избрание папы Павла II (1464), арест и бегство Антуана да Шабанна, графа Даммартена, и участие его в войне Лиги общественного блага против французского короля (1465), историческое сражение при Монлери (1465), предпосылки заключения Пероннского договора (1468), опала кардинала Ле Балю (1469), осады Бове (1472) и Нойса (1474—1475) войсками герцога Карла Смелого и другие эпизоды франко-бургундских войн (1471—1475), смерть в Бордо брата короля герцога Карла Беррийского и присоединение к Франции принадлежавшей ему Гиени (1472), походы Людовика в Бретань и заключение им союза с её герцогом Франциском II, англо-французский договор в Пикиньи (1475), битва при Грансоне (1476), возвращение французами Амьена и Ле-Кенуа (1478), война за бургундское наследство (1477—1482), в частности, осада Доля (1477), битва при Гинегате (1479) и пр.
Одним из первых среди средневековых хронистов Жан де Руа употребляет слово «артиллерия» в современном его смысле.

## Рукописи и издания
Хроника дошла до нас в двух рукописях, хранящихся в Национальной библиотеке Франции, хотя первым её издателям, считавшим её анонимной, вероятно, доступны были и другие. В старейшем из сохранившихся манускриптов, возможно, даже автографическом (BnF MS Fr. 5062), она называется просто «Историей Франции с 1461 по 1479 год» (фр. Histoire de France de 1461 à 1479). Несмотря на то, что изложение событий в ней доведено лишь до описания успехов Людовика XI по разделу бургундского наследства (1478), она считается законченной. Другая рукопись из того же собрания (BNF MS Fr. 2889) датируется концом XV века и написана другой рукой, возможно, анонимным продолжателем де Руа. Она неполная, с лакуной в начале и в конце, и излагает события начиная с торжественного въезда Людовика в Париж 31 августа 1461 года до сражения при Гинегате 7 августа 1479 года.
Впервые хроника была напечатала в Париже между 1490 и 1495 годами, без указания типографии и имени автора, под витиеватым заглавием: «Хроники правления Людовика Валуа, доброго христианина и славного полководца, возлюбленного богом покойного короля Франции, Одиннадцатого этого имени, вкупе с описанием некоторых событий, что произошли как в королевстве Французском, так и в соседних странах, начиная с 1460 года по 1483 год включительно» (фр. Les Croniques du tres chrestien et tres victorieux Loys de Valois, feu roy de France que Dieu absolve, Unziesme de ce nom, avecques plusieurs aultres adventures advenues tant en ce royaulme de France comme es pays voisins, depuis l'an mil quatre cent LX jusques en l'an mil quatre cent quatre vingts et trois inclusivement). Очевидно, что сам де Руа, предупреждавший в предисловии, что не желает называть своё сочинение «хрониками» в противовес придворным историкам, подобное название своей летописи присвоить не мог. Более того, дополнительные статьи за 1479—1483 годы в первом издании резко отличаются по своему стилю и значительно лаконичнее.
Следующим изданием хроники стала публикация 1507 года во втором томе сборника «Мартинианских хроник» (фр. Chronique martiniane), выпускавшихся парижским издателем Антуаном Вераром и, помимо сочинения де Руа, включавшего труды Мартина Опавского, Жана де Кастеля, Робера Гагена и др. В 1512 году она была переиздана вместе с хроникой Ангеррана де Монстреле. В 1514 году её включил в качестве приложения в свою публикацию «Больших французских хроник» Гийом Эсташ, а в 1517-м — в состав своего «Моря историй» (фр. Mer des histoires) известный книготорговец и печатник Галлио Дюпре, перевыпустивший её в 1558 году отдельным изданием.
Именем Жана де Труа (фр. Jean de Troyes) впервые обозначил в 1583 году автора хроники издатель Жиль Корозе в своём сборнике «Сокровищница историков Франции» (фр. Trésor des histoires de France), а вслед за ним в 1584 году известный библиограф Франсуа Грюде (Ла Круа дю Мэн), назвавший его в составленном совместно с Антуаном дю Вердье биографическом справочнике «Les Bibliotheques françoises» «французским историком времён Людовика XI» и впервые применивший по отношению к его сочинению эпитет «скандальная». Тем не менее, в заголовке парижского издания 1611 года, выпущенного королевским историографом Дени Годфруа, а также его переиздании 1620 года, имя автора по-прежнему не указывалось, и сообщалось, что она составлена просто неким «клерком из парижского Шатле» (фр. greffier de l'Hostel de Ville de Paris).
Вероятно, уже в XVII столетии это имя, довольно распространённое, считали вымышленным, а в 1719 году историком Жаком Лелонгом, выпустившим хронику в «Библиотеке историков Франции» (фр. Bibliothèque historique de la France), она приписана была некому Дени Эсселину, служившему между 1470 и 1510 годами нотариусом в том же Шатле. Гипотезу последнего поддержал в 1873 году писатель и журналист, биограф Франсуа Вийона Огюст Виту, однако опровергал историк-архивист Бернар де Мандро, подготовивший её текст для публикации в серии «Общества истории Франции» (фр. Société de l'histoire de France). Жюль Кишра, не отрицая предполагаемого авторства де Руа (Труа), допускал возможность составления хроники одним из двух его современников, королевских секретарей, Пьером Лальи или Жаном Ле Клерком, биографом полководца Антуана де Шабанна.
Помимо перечисленных изданий «Скандальной хроники», вопрос об авторстве которой остаётся предметом научных дискуссий, следует указать комментированные публикации Жана Александра Бюшона в его «Пантеоне литературы» (фр. Panthéon littéraire, 1838) и Жозефа Франсуа Мишо в «Новом собрании мемуаров, относящихся к истории Франции с XIII до конца XVIII века» (фр. Nouvelle collection des mémoires pour servir à l'histoire de France depuis le XIIIe siècle jusqu'à la fin du XVIIIe, 1851). Комментированный французский перевод хроники, осуществлённый французским медиевистом Жоэлем Бланшаром, выпущен в 2015 году в Париже в научной серии «Агора».
Существенно дополняя сведения современных ей историографических трудов и мемуаров, «Скандальная хроника» рано сделалась популярным источником не столько достоверных исторических фактов, сколько расхожих мифов и анекдотов, в том числе для авторов французского Ренессанса, в частности, известного философа-эссеиста Мишеля де Монтеня, писателя и поэта Агриппы Д’Обинье, а также мемуариста Пьера де Брантома, использовавшего её в своём «Похвальном слове Карлу VIII» (фр. Eloge de Charles VIII).

## Публикации
- Histoire de Louys Unziesme, roy de France, et des choses memorables advenues de son regne, depuis l'an 1460. jusques à 1483. Autrement dicte la Chronique Scandaleuse. Escrite par un greffier de l'hostel de ville de Paris. — Paris: Imprimee sur le vray original, 1611. — 464 p.
- Histoire de Louys Unziesme, roy de France, et les choses memorables advenues de son regne, depuis l'an 1460 jusques a 1483, autrement dicte la Chronique Scandaleuse escrite par un greffier de l'Hostel de Ville de Paris. Sur les Mémoires de Jean de Troyes // Nouvelle collection des mémoires pour servir à l'histoire de France depuis le XIIIe siècle jusqu'à la fin du XVIIIe. Editée par Joseph Fr. Michaud et Jean Joseph Francois Poujoulat. — Tome IV. — Paris: Guyot Fréres, 1851. — pp. 241–351.
- Journal de Jean de Roye, connu sous le nom de Chronique Scandaleuse (1460—1483). Editée par Bernard de Mandrot. — Vol. 1–2. — Paris: Librairie Renouard, 1894—1896. — (Société de l'histoire de France).
- Jean de Roye. Chronique Scandaleuse: Journal d'un Parisien au temps de Louis XI. Traduit et présenté par Joël Blanchard. — Paris: Pocket, 2015. — 382 p. — (Coll. «Agora»). — ISBN 978-2-266-25066-5.